# 克拉伦斯公爵兰开斯特的托马斯
克拉伦斯公爵兰开斯特的托马斯（1387年-1421年3月22日）是中世纪的一位英国王子，他是亨利四世的第二个儿子，亨利五世的弟弟。他长期在议会主政并成为两位国王的得力助手。
父亲亨利四世去世后，托马斯在百年战争期间参加了他兄弟在法国的军事行动。当他的哥哥亨利五世在与瓦卢瓦的凯瑟琳结婚后暂时返回英格兰时，他负责指挥在法国的英国军队。托马斯带领的英国军队在博热战役中被一支法國军队击败。在一次草率轻敌的突击中，他和他的领头骑士被包围，托马斯在战斗中被杀。

## 出身
托马斯出生于1387年11月25日之前，他的出生地至今不明，但可能在伦敦， 一些消息来源也指出可能是凯尼尔沃思城堡。 

## 婚姻
1411年11月或12月，托马斯与第一代萨默塞特伯爵约翰博福特的遗孀玛格丽特·霍兰德结婚。托马斯随即成为了她第一次婚姻的六个孩子的继父。此外，托马斯也有一个亲生的儿子--约翰·克拉伦斯爵士，被称为“克拉伦斯的私生子”，约翰经常在法国与父亲一同战斗。

## 职业生涯
托马斯的父亲于1411年病倒后，他的哥哥成为皇家议会的领袖。当亨利王子聚集了一群支持他对法国宣战的政策的支持者时，年轻的亨利和他的父亲之间发生了冲突。王子在违背国王的意愿之下在议会宣扬对法宣战，使得老国王将亨利王子逐出议会。亨利王子的席位被让给了托马斯。托马斯对法国的看法很符合他父亲的和平政策。 

### 军人生涯

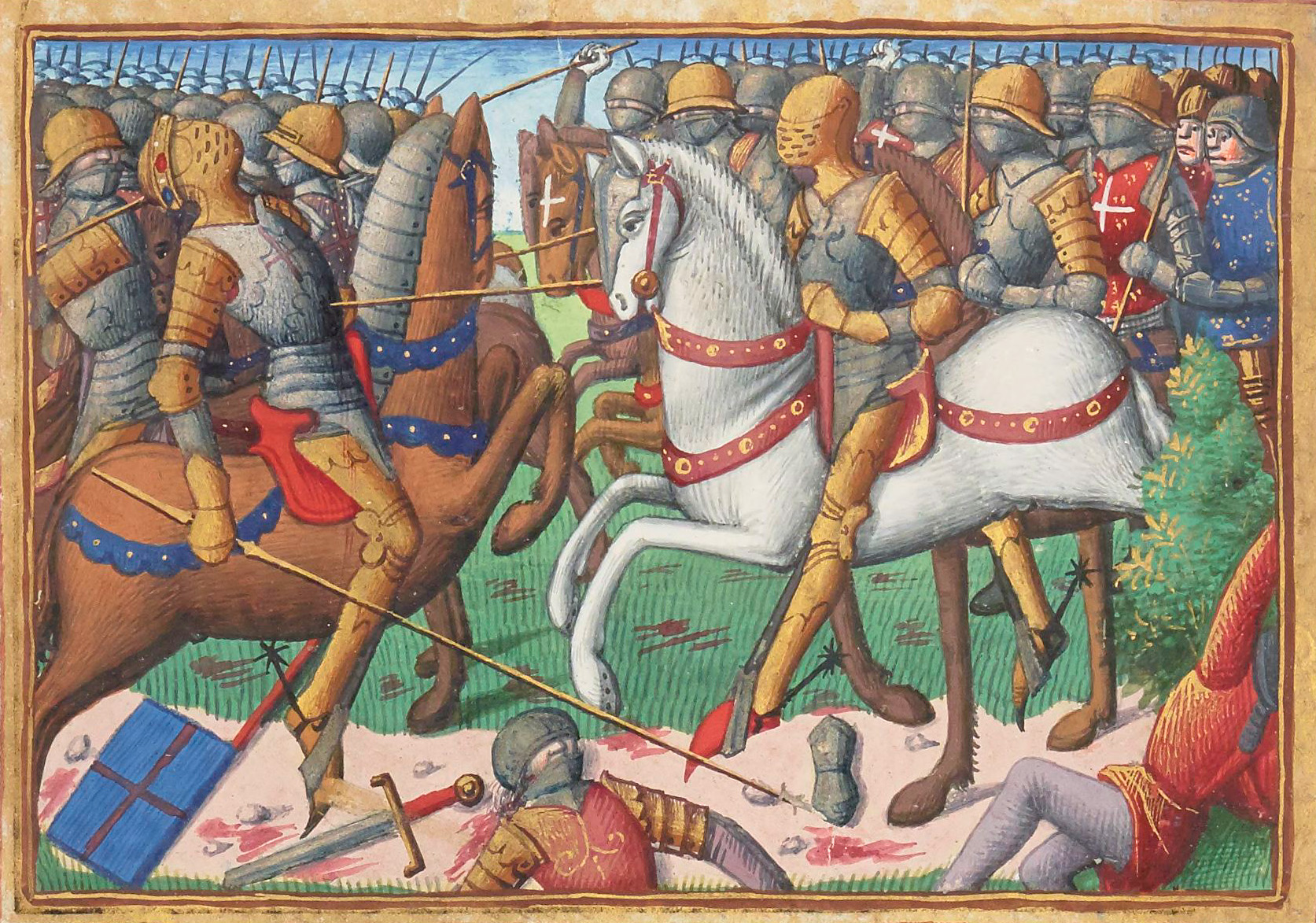
博热之战

在他的哥哥亨利五世讨伐法国的战争中，托马斯参加了卡昂围城战和鲁昂围城战（1418年7月29日-1419年1月19日），在那里他指挥了围攻城堡的主力部队。在特鲁瓦条约谈判达成后，亨利五世成为法国王位的继承人。在得到满意的协议后，亨利带着他的新婚妻子凯瑟琳返回英国。被剥夺继承权的法国王太子拒绝接受现实，并在布坎伯爵约翰斯图尔特领导的苏格兰军队的帮助下继续抵抗英国军队。
遵照国王的指示，托马斯率领4,000名英军突袭安茹河和缅因。这一波攻势几乎没有遇到抵抗，到1421年3月21日耶稣受难日，英国军队已经在旧博热镇附近扎营。约5000人的法苏联军也抵达维耶-博热地区，企图阻挠英军前进；它由布坎伯爵和新任法军司令拉法耶特爵士指挥。在旧博热的英国军队所搭建的营寨非常分散，更重要的是，许多英国弓箭手为了寻找食物而脱离大部队。在复活节星期六，其中一个搜索物资的小分队抓获了一名苏格兰人，并将其带到克拉伦斯公爵面前。托马斯迫切于与敌人交战。然而，他遇到了一个问题：第二天是复活节星期日，这是基督教日历中最神圣的日子之一，在复活节展开大战是不可想象的。推迟到星期一也被认为非常不现实。 根据沃尔特·鲍尔(Walter Bower) 的编年史，英法双方的指挥官同意短暂休战以庆祝复活节，但随后双方在当天就展开了大战。 
或许是低估了法苏军队的规模，托马斯决定发动由骑兵领导的突袭，而不是使用他的弓箭手来压制敌人。虽然此时托马斯只有大约1,500名士兵可用，而且几乎没有弓箭手，他还是带兵冲向了法苏防线。突如其来的袭击暂时扰乱了法苏联军，但很快托马斯就他的骑士们一起身陷重围。托马斯被苏格兰骑士约翰·卡迈克尔爵士打下战马，亚历山大·布坎南爵士随后用狼牙棒将其击毙。  

## 葬礼
托马斯的亲生儿子约翰陪同他父亲的遗体从博热运回坎特伯雷安葬。约翰·克拉伦斯随后从亨利五世那里获得了爱尔兰的土地。由于英军的惨败，亨利五世被迫带着一支新组建的军队返回法国以挽回局势。

## 头衔、荣誉和纹章

第一代克拉伦斯公爵兰开斯特的托马斯的纹章

### 头衔
- 克拉伦斯公爵和奥马勒伯爵（1412年7月9日-1421年3月22日）；绝嗣

### 荣誉
- 巴斯勋章骑士（1399年10月12日-1421年3月22日）
- 嘉德勋章骑士（1400年–1421年3月22日）

## 笔记
1. ↑  Mortimer 2007，第372頁.
2. ↑  Mortimer 2007，第372頁.
3. ↑  Alison Weir (2008). Britain's Royal Families: The Complete Genealogy. Vintage. p. 125.
4. ↑  J. Madison Davis, The Shakespeare Name and Place Dictionary, Routledge, 2012, p.399.
5. ↑  Wagner, J.  (PDF). Westport: Greenwood Press. 2006. ISBN 978-0-313-32736-0. （原始内容 (PDF)存档于16 July 2018）. pp. 43–44.
6. 1 2  Brown. The Black Douglases: War and Lordship in Late Medieval Scotland, 1300–1455. pp. 216–218
7. ↑  Neillands. The Hundred Years War. p. 233,
8. ↑  Macdougall. An Antidote to the English p. 65
9. ↑  Allmand, C. . Oxford Dictionary of National Biography. Oxford University Press. 23 September 2010. doi:10.1093/ref:odnb/12952. （原始内容存档于10 August 2018）.